# Quadragesimo anno
Quadragesimo anno es una carta encíclica del papa Pío XI, promulgada el 15 de mayo de 1931, con ocasión de los 40 años de la encíclica Rerum Novarum, de allí su nombre en latín, Quadragesimo anno (en el cuadragésimo año). Trata sobre la restauración del orden social y su perfeccionamiento en conformidad con la ley evangelizadora y está dirigida a los obispos, sacerdotes y fieles católicos.
El borrador del texto fue redactado por dos sacerdotes jesuitas, el p. Oswald von Nell-Breuning y el p. Albert Müller. También fue consultado el p. Gustave Desbuquois.

## Contenido
Quadragesimo anno expleto, ex quo fel. rec. Leonis XIII egregiae Litterae Rerum novarum prodiere, universus orbis catholicus grata recordatione perfunditur, easque digna celebratione commemorandas suscipit.
Cumplido el cuadragésimo año desde la publicación de la insigne encíclica Rerum novarum, debida a León XIII, de feliz memoria, todo el orbe católico se siente conmovido por tan grato recuerdo y se dispone a conmemorar dicha carta con la solemnidad que se merece.
Incipit de Quadragesimo anno

Tras hacer un resumen de previsas intervenciones de León XIII en temas de carácter social, hace un elogio de la Rerum novarum sea por su oportunidad (la penetración de un nuevo sistema económico y el desarrollo industrial habían producido una fuerte división de clases sociales). Luego resume la misma encíclica recordando el modo en que León XIII se hizo cargo del problema de los obreros sin pasar por el liberalismo ni por el socialismo.
El papa Pío XI recuerda también los frutos que dio la encíclica: el hecho de que los gobernantes que hubieron de reconstruir el mundo después de la Primera Guerra Mundial se rigieran en cierta medida por los principios enunciados por la Rerum Novarum, la mejora de la situación de los obreros y  las líneas dadas sobre sus asociaciones. 
A continuación Pío XI retoma las enseñanzas del Papa León XIII sobre la capacidad que la Iglesia tiene de intervenir en los problemas económicos y sociales con oportunas líneas e indicaciones por parte del Magisterio.
Afronta el tema de la propiedad privada recordando que León XIII no hizo una defensa a ultranza de la propiedad privada a costa de la comunidad o de la sociedad, sino que mostró su doble carácter haciendo hincapié en el problema que en aquel entonces más se debatía ante las teorías socialistas. Quienes niegan el carácter social y público del derecho a la propiedad pueden caer en el individualismo; pero quienes disminuyen o rechazan este carácter caen en el colectivismo. De ahí que, como se dice en la Rerum novarum el derecho de propiedad se distinga de su ejercicio (cf. núm. 19).
Defiende Pío XI el salario aunque aconseja que los contratos de los trabajadores se hagan no tanto como “contratos de trabajo” sino como “contratos de sociedad”. Luego recuerda que al fijar el sueldo se han de tomar en cuenta diversos factores y no solo el valor del fruto producido por el trabajador. Éste ha de recibir lo necesario para afrontar el sustento de su familia y si tal sustento se viera afectado por aumentos de precios de productos de necesidad u otros de esa índole, esos cambios deberían darse también de manera proporcional en el sueldo. También ha de considerarse la situación de la empresa y del dador de trabajo.
La encíclica ofrece una renovada condena del comunismo al recordar los numerosos crímenes que se le achacan en Europa del Este y Asia. Asimismo, el papa da unas guías para quienes deseen hacer apostolado entre los socialistas (que mitigan tanto la concepción de la lucha de clases como de la propiedad privada): no se permite ninguna connivencia con el error sino buscar y mostrar claramente la verdad. En efecto indica:

Considérese como doctrina, como hecho histórico o como "acción" social, el socialismo, si sigue siendo verdadero socialismo, aun después de haber cedido a la verdad y a la justicia en los puntos indicados, es incompatible con los dogmas de la Iglesia católica, puesto que concibe la sociedad de una manera sumamente opuesta a la verdad cristiana.
Quadragesimo anno, núm. 117

Ante los diversos males que la ambición y la avaricia, “tristes consecuencias del pecado original”, traen a la sociedad y la economía, Pío XI pide que sean los valores, las virtudes y la doctrina cristianas las que imbuyan a fondo estas realidades poniendo en el primer lugar a Dios y considerando lo demás como medios.
Esta encíclica surgió como respuesta a la Gran Depresión de 1929 y propone un nuevo orden social y económico basado en la subsidiariedad. Pío XI da una gran importancia en su encíclica a la restauración del principio rector de la economía, basado en la unidad del cuerpo social. Esta unidad no puede basarse en la lucha de clases, como el orden económico no debe dejarse a la libre concurrencia de fuerzas, que cae fácilmente en el olvido de su propio carácter social y moral.
El libre mercado es beneficioso, pero no puede gobernar el mundo únicamente la economía, como muestra la dura experiencia de los obreros, ni tampoco convertirse en una dictadura económica que se rige por sí misma.
La caridad y justicia social debe ser el alma del nuevo orden, defendida y tutelada por la autoridad pública. También son necesarios tras las dos instituciones internacionales y compre para una buena organización de la sociedad.
A pesar de defender la existencia de los sindicatos,[cita requerida] se prohíben las huelgas y se critica duramente a las organizaciones socialistas. Como alternativa se proponen las estructuras de la Acción Católica.
El texto ataca a la acumulación de poder y recursos en manos de unos pocos, que los manejan a su voluntad. Esta realidad produciría tres tipos de lucha: por la hegemonía económica, por adueñarse del poder público y entre los diferentes Estados.
En referencia al capitalismo, la encíclica critica con dureza la libre concurrencia del mercado, especialmente con la mezcla y confusión entre el estado y la economía con olvidando el bien común y la justicia. Son funestos tanto el "nacionalismo o imperialismo económico" como el "internacionalismo" del dinero, que sólo tiene patria en sí mismo.

### Propuestas
Se propone llevar a la práctica los principios de la recta razón y de la filosofía socialcristiana sobre el capital de trabajo y su mutua coordinación. Es necesario evitar tanto el individualismo como el colectivismo, sopesar con equidad y rigor el carácter individual y social del trabajo, regular las relaciones económicas conforme a las leyes de justicia conmutativa, con ayudas de la caridad cristiana y someter el libre mercado a la autoridad pública siempre que sea esta última el garante de la justicia social dentro de un orden sano para todos.
Todas las propuestas de la encíclica se centran en la vuelta a la doctrina evangélica, de las que defiende su intemporal validez. 
Algunas propuestas más concretas son:
- Reforma ajustada de la economía a la razón iluminada por la caridad cristiana.
- Colaboración mutua y armoniosa de todas las actividades humanas en la sociedad.
- Reconstrucción del plan divino para todos los hombres.
- El enriquecimiento es lícito siempre que no menoscabe los derechos ajenos.
- "Ley de la templanza cristiana" contra los apegos desordenados, que son una afrenta a los pobres, y que se basa en "buscar primero el reino de Dios y su justicia".
- "Ley de la Caridad", mucho más amplia que la pura justicia.
- Igualdad radical de todos los hombres en la misma familia de hijos de Dios, encarnado en el hijo de un carpintero, para potenciar mutuo amor entre ricos y pobres.